# Масси (регбийный клуб)
«Рагби клеб Масси Эссонн» (фр. Rugby club Massy Essonne), также упоминаемый как «Масси» — французский регбийный клуб, выступающий во втором дивизионе национального первенства, Про Д2. Клуб основан в 1971 году, и сейчас выступает на стадионе «Стад Жюль-Ладумег», вмещающем 3 200 зрителей. Традиционные цвета команды — чёрный и голубой.
Город Масси — один из южных пригородов Парижа. В сезоне 2011/12 команда успешно выступила в третьей лиге (Федераль 1), благодаря чему вышла во второй дивизион. Тогда «Масси» впервые в своей истории вышел на профессиональный уровень. В дебютном сезоне коллектив не смог закрепиться в лиге и вновь выбыл в Федераль. По итогам сезона 2013/14 команда снова стала участником второй лиги. Финальный матч 2014 года команда проиграла «Монтобану» со счётом 14:18.

## Игроки прошлых лет
- Карим Бугерара
- Лучано Оркера